# Koen Allaert (atleet)
Koen Allaert (Koersel, 29 september 1972) is een voormalige Belgische langeafstandsloper. Hij werd tweemaal Belgisch kampioen op de halve marathon en eenmaal op de 5000 m. Ook vertegenwoordigde hij België bij verschillende grote internationale wedstrijden.

## Loopbaan
Zijn eerste succes boekte Allaert in 1999 met het winnen van de nationale titel op de halve marathon. Hiermee plaatste hij zich voor het wereldkampioenschap halve marathon in het Italiaanse Palermo, waar hij 35e werd in 1:04.00. Een jaar later werd hij Belgisch kampioen op de 5000 m. Op het WK halve marathon in Veracruz werd hij in datzelfde jaar vijftiende in 1:05.41 en eindigde met het Belgische team op een derde plaats bij het landenklassement.
Bij de marathon van Rotterdam in 2001 finishte hij als twaalfde in een persoonlijk record van 2:10.45. Het jaar ervoor had hij in Rotterdam gedebuteerd met een tijd van 2:11.19 en was hiermee de tweede Belg na zijn landgenoot Vincent Rousseau, die in 2:07.19 over de finish kwam.
Koen Allaert was aangesloten bij Looise Atletiekvereniging en van beroep is hij paracommando.

### Belgische kampioenschappen
| Onderdeel      | Jaar       |
| -------------- | ---------- |
| halve marathon | 1999, 2001 |
| 5000 m         | 2000       |
| 10.000 m       | 2000       |

## Persoonlijke records
Baan
| Onderdeel | Prestatie | Datum        | Plaats   |
| --------- | --------- | ------------ | -------- |
| 5000 m    | 13.43,44  | 3 juli 1999  | Uden     |
| 10.000 m  | 28.11,42  | 1 april 2000 | Lissabon |

Weg
| Onderdeel      | Prestatie | Datum           | Plaats              |
| -------------- | --------- | --------------- | ------------------- |
| 1 uur          | 20.088 m  | 25 april 1999   | Tessenderlo         |
| 15 km          | 43.11     | 10 oktober 1999 | Hasselt             |
| 20 km          | 1:01.26   | 10 maart 2002   | Alphen aan den Rijn |
| halve marathon | 1:02.26   | 18 oktober 1998 | Uden                |
| marathon       | 2:10.45   | 22 april 2001   | Rotterdam           |

## Palmares

### 5000 m
- 2000:  BK AC in Brussel - 13.52,43

### 10.000
- 2000:  BK in Seraing - 28.32,22

### 10 km
- 1998:  Coenecooploop - 29.02

### 15 km
- 1998:  Jan Knijnenburgloop - 46.35

### halve marathon
- 1995:  BK AC in Beveren - 1:07.28
- 1997:  BK AC in Sint Truiden - 1:04.58
- 1998: 18e Route du Vin - 1:03.21
- 1998:   Marrakech - 1:02.52
- 1999:  BK AC in Beloeil - 1:03.31
- 1999: 35e WK in Palermo - 1:04.00
- 2000: 15e WK in Veracruz - 1:05.41
- 2001:  BK AC in Kortrijk - 1:05.39
- 2002:  Groet uit Schoorl Run - 1:03.53

### marathon
- 2000: 11e marathon van Rotterdam - 2:11.19
- 2000: 8e marathon van Amsterdam - 2:12.44
- 2001: 12e marathon van Rotterdam - 2:10.45
- 2011:  Wereld Militaire kamp. - 2:30.37

### overige afstanden
- 2000:  Asselronde in Apeldoorn (27,5 km) - 1:22.03